# フランチェスコ・トレヴィザーニ
フランチェスコ・トレヴィザーニ（Francesco Trevisani、1656年4月9日 – 1746年7月30日）はイタリアの画家である。ローマで働き、宗教画を描いた。 

## 略歴
現在のスロヴェニアのイタリアとの国境の街で、当時ヴェネツィア共和国の版図であった、コペル（イタリア語名:カポディストリア）で、建築家の息子に生まれた。弟に画家になり、ヴェネツィアで働いたアンジェロ・トレヴィザーニ(Angelo Trevisani: 1669-after 1753)がいる。
フランチェスコ・トレヴィザーニはヴェネツィアで画家のアントニオ・ザンキや、ジュゼッペ・ハインツ(Giuseppe Heintz)の弟子になり、修行が終わると、1678年にローマに移り.、その後はローマを活動の拠点とした。
ローマではジュゼッペ・バルトロメオ・チアリ(Giuseppe Bartolomeo Chiari: 1654-1727)やルドヴィコ・ジミニャーニ(Ludovico Gimignani: 1643-1697) らと働いた。ヴェネツィア出身の枢機卿、ピエトロ・オットボーニ(Pietro Ottoboni: 1667-1740)から支援を受け、教皇クレメンス11世に紹介され、法皇からも注文を受けた。
1695年から1696年にローマのサン・シルヴェストロ教会(San Silvestro in Capite)の壁画を描いたが、その作品にはカルロ・マラッタ(1625-1713)の強い影響が見られるとされる。モデナ公爵や、マドリッド、ウィーン、ミュンヘン、ストックホルムなどの宮廷や教会からの仕事もした。

## 作品

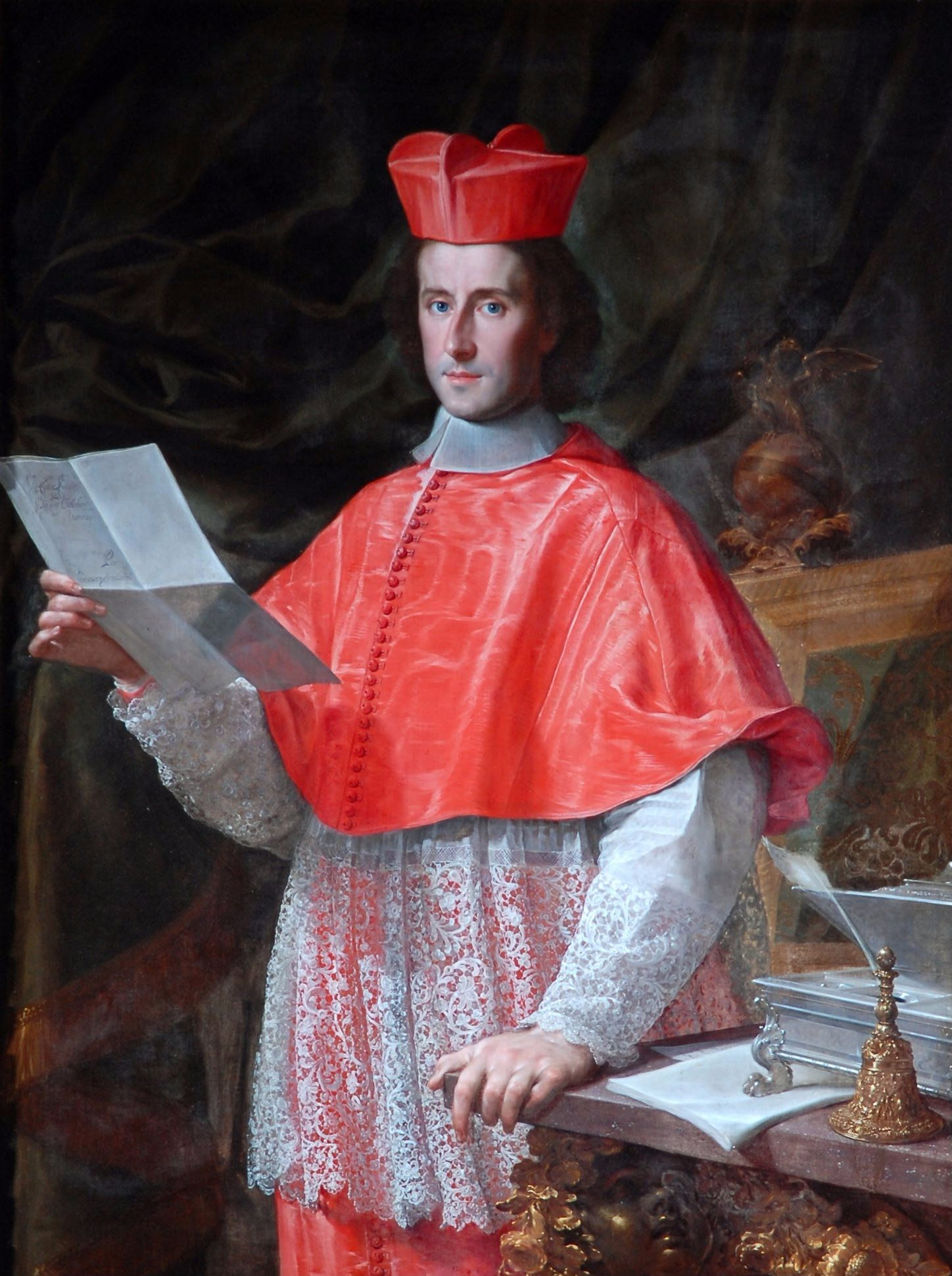
ピエトロ・オットボーニ枢機卿の肖像
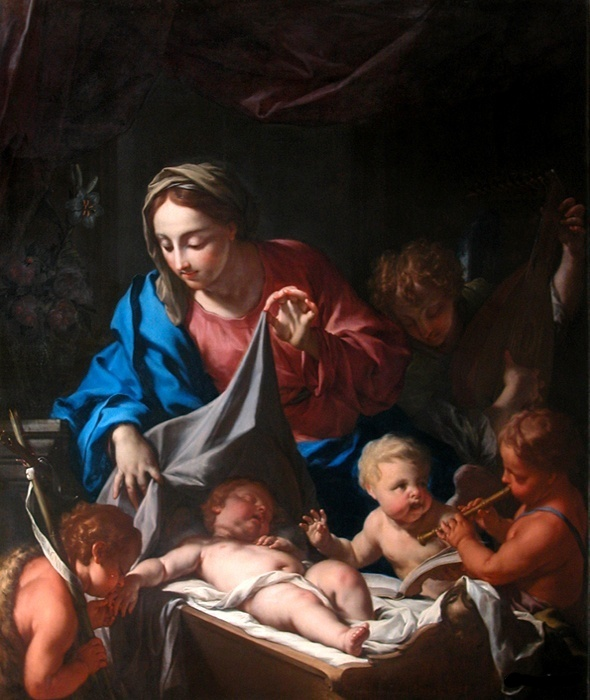
イエスの夢、(1706年) ルーヴル美術館 蔵
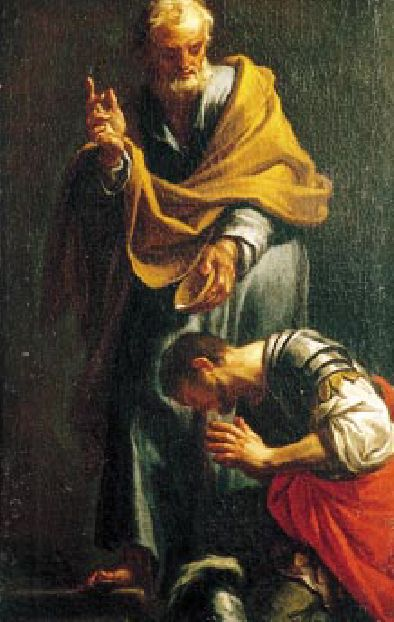
ペテロによる百人隊長コルネリウスの洗礼。 1709
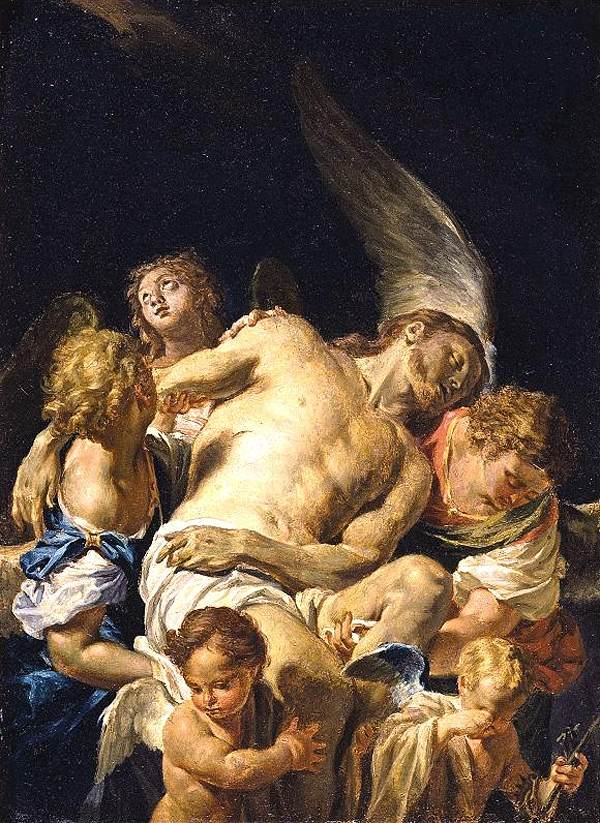
天使に支えられて昇天するキリスト